# جزيرة سافو

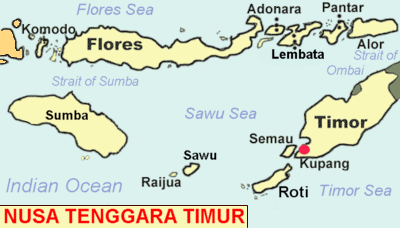
جزيرة سافو تقع ضمن جزر مقاطعة نوسا تنقارا الشرقية

جزيرة سافو (وتعرف أيضا باسم ساوو وسابو وهاوو وهافو) هي أكبر جزر مجموعة مكونة من ثلاث جزر، وتقع في منتصف المسافة بين جزيرة سومبا وجزيرة روتي غرب تيمور في مقاطعة نوسا تنقارا الشرقية في إندونيسيا. العبارات تربط الجزيرة مع وينغابو في جزيرة سومبا وكوبانغ في تيمور الغربية، إضافة للطيران بين سافو وكوبانغ.

## السكان
يبلغ عدد السكان 62000 نسمة، أكثرهم من أصول هندوسية من جاوة، ولا زال السكان يمارسون بعض التقاليد الوثنية. الحملات التبشيرية الهنولندية قدمت البروتستانتية إلى سكان الجزيرة.